# Famille Espivent de La Villesboisnet
La famille Espivent de La Villesboisnet est une famille subsistante de la noblesse française, originaire de Bretagne. Son membre le plus notable est le général Henri Espivent de La Villesboisnet au XIXe siècle. Cette famille a aussi joué un rôle dans le commerce maritime nantais au XVIIIe siècle.

## Histoire

### XVeetXVIesiècles: une famille du Goëlo
La famille Espivent est une famille d'ancienne extraction. Elle est attestée lors de la réformation de la noblesse de Bretagne de 1427 : un certain Guillaume Espivent bénéficie d’un arrêt du parlement de Bretagne de maintenue d’extraction noble en ce qui concerne la paroisse de Plélo, évêché de Saint-Brieuc ; et, en 1441, en ce qui concerne la paroisse de Pordic. Il s’agit donc d’une famille bretonne dont le berceau se trouve dans le Goëlo, pays proche de Saint-Brieuc ; les membres de cette famille sont cités dans les montres de la noblesse au cours des  XVe et XVIe siècles pour Pordic et Tremeloir, où se trouve leur seigneurie de Mallebrousse. 

### XVIIesiècle: Saint-Brieuc
La seigneurie de la Villesboisnet est associée à la famille Espivent seulement au début du XVIIe siècle, à propos de Jean Espivent, né à Saint-Brieuc en 1614, dont la généalogie remonte à la deuxième moitié du XVe siècle, jusqu’à Louis Espivent, seigneur de Villecosteau. Cette branche est au XVIIe siècle clairement installée à Saint-Brieuc, dont le maire en 1680 est Guillaume Espivent, seigneur de la Villesboisnet (Saint-Brieuc, 1637-1691), qui par ailleurs achète deux domaines : l’Épine-Ormeaux et le Perran. 

### XVIIIesiècle: Nantes
Le fils de ce Guillaume, Antoine (Saint-Brieuc, 1680 - Nantes, 1761), quitte Saint-Brieuc pour Nantes, ville où la famille va prendre place parmi les armateurs nantais (l’armement maritime étant une profession autorisée à la noblesse : 14 % des armateurs nantais sont des nobles au XVIIIe siècle), dans l’orbite des Montaudouin, une famille importante dans ce domaine. La famille a financé des voyages de traite des esclaves.

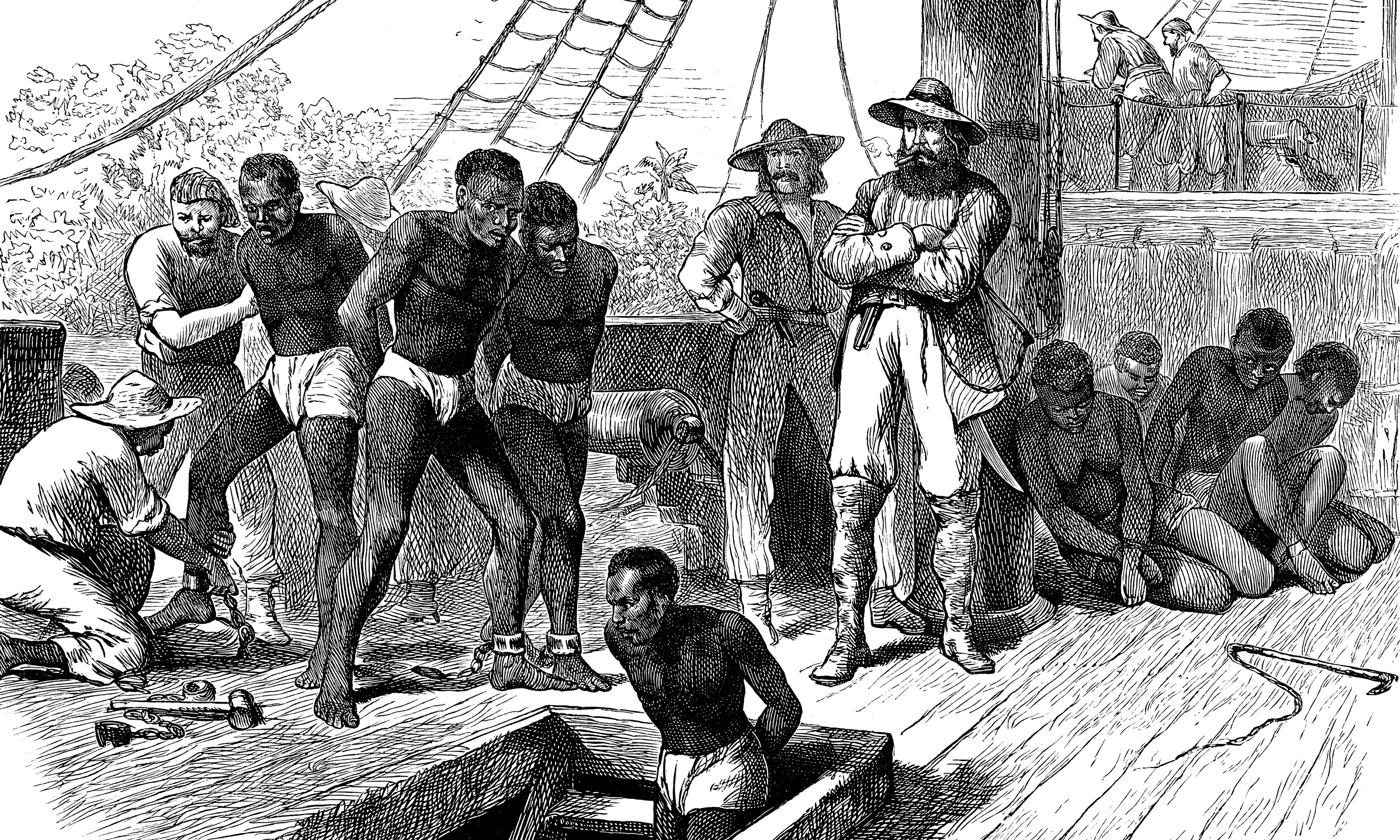
Esclaves africains embarqués à bord d'un navire négrier.

L’armement Espivent de La Villesboisnet Frères est crédité de 23 opérations entre 1727 et 1791.
Dans son livre sur l'histoire de Nantes, Olivier Pétré-Grenouilleau, spécialiste de l'histoire de la traite des Noirs, évoque l'activité de l'armement Espivent à partir de documents encore inédits, notamment un livre de compte, sur une période plus courte (à partir de 1764). Il relève 77 participations à des expéditions d'autres armements et 13 expéditions en nom propre. De 1764 à 1768, l'activité principale est la pêche à la morue, l'activité spéculative, l'armement corsaire ; après 1768, l'activité principale est le commerce en droiture (vente directe de marchandises aux colonies), l'activité spéculative, le commerce triangulaire. Sur l'ensemble de la période étudiée, les activités sûres représentent 45 % des investissements, les activités spéculatives 43 %, ce qui correspond à une volonté d'équilibrer les risques.

### AuXXesiècle
La famille Espivent de La Villesboisnet a été admise au sein de l'Association d'entraide de la noblesse française en 1980.

## Filiation
- Antoine Espivent de La Villesboisnet (1680-1761), chevalier, assiste comme noble aux États de Bretagne en 1738 et 1760 (comme les suivants le feront) ; il est choisi comme juge-consul et échevin de Nantes (1738).
  - Pierre-Antoine Espivent de La Villesboisnet (Thouaré, 1719 - Nantes, 1785), chevalier ; en 1750, il épouse Élisabeth de Montaudoüin ; il est lui aussi choisi comme juge-consul et échevin de Nantes (1753).
    - Antoine-Anne Espivent de La Villesboisnet (Nantes, 1751 - Nantes, 1806), chevalier, conseiller au Parlement de Bretagne (1780) ; un des 132 Nantais incarcérés à Paris pendant la Terreur (1793).
      - Antoine-Henri Espivent de La Villesboisnet (Nantes, 1791, Machecoul, 1875) épouse  Marie Aimée du Merdy de Catuëlan (1810-1857).
        - Hortense-Alice Espivent de La Villesboisnet (1838-1903) épouse de Théodore de Gargan (1827-1889).
        - Louis Marc Antoine Espivent de La Villesboisnet (1839-1906), dit "marquis de Catuelan" (par courtoisie), épouse en 1881 Anne Thibaud de La Rochethulon.
          - Pierre Joseph Espivent de La Villesboinet de Catuelan (1897-1961) épouse en 1922 Marguerite de Gargan.
            - Louis de Catuelan (1924-2003), sénateur des Yvelines.
            - Pierre Marie Joseph Espivent de La Villesboinet de Catuelan (1925-2017), conseiller général des Côtes-du-Nord, maire de Hénon. Il épouse en 1948 Odette Xavière Henriette Marie de Chaumont-Quitry.
              - Alain de Catuelan(1966-), acteur.

    - Pierre-Sébastien Espivent de La Villesboisnet (Nantes, 1754 - château de Marolles-en-Hurepoix, 1832), qui émigre et participe à la campagne de 1792 dans l'armée des émigrés ; incarcéré à Paris en 1795[10] ; exilé par la suite à Londres. Il est probablement l’auteur d’un journal de voyage de Nantes à Paris en 1771[11]. Il épouse Sophie-Jeanne-Louise Bedeau de L'Ecochère (1781-1862).
      - Pierre Espivent de La Villesboisnet (Londres, 1807 - Angers, 1864). Il épouse Appoline-Nathalie Papiau de La Verrie (1811-1870), fille de l'homme politique Anselme François René Papiau de La Verrie (1770-1856), homme politique, et d'Aimée Gaudin du Plessis.
        - Sophie-Aimée-Marie Espivent de La Villeboisne (Angers, 1847 - Angers, 1917) épouse Henri de Saint-Pern (1843-1890).
          - Henri de Saint-Pern (1874-1945).

      - Henri Espivent de La Villesboisnet (Londres, 1813 ; mort en 1908), le futur général, 5e enfant.
      - Arthur Espivent de La Villesboisnet (Londres, 1809 - Pluneret, 1897), 3e enfant, qui recevra le titre de comte romain de La Villesboisnet ; il épouse  Marie Petit de Leudeville et achète en 1872 le château de Treulan en Pluneret (Morbihan), lieu de son décès.
        - Arthur Alexandre Espivent de La Villesboisnet (Leudeville, 1839 - Sainte-Reine-de-Bretagne (château du Deffay), 1920), son fils[12].
          - Arthur Emmanuel Espivent de La Villesboisnet (1872-1939). Né le 17 mai 1872, lui aussi à Leudeville (Essonne), mort le 13 mars 1939 au monastère de la Trappe d'Aiguebelle (à Montjoyer, département de la Drôme[13]).

Il appartient à la branche de la famille présente à Sainte-Reine-de-Bretagne (Loire-Atlantique), où elle aurait acquis la seigneurie du Deffay à la fin du XVIIIe siècle, puis le château du Deffay au début de la Restauration .
Il est maire de Sainte-Reine de 1895 à 1931. Il épouse Marie de Lanjuinais, héritière en 1916 du domaine de Kerguéhennec (situé à Bignan, Morbihan). Il est député du Morbihan de 1914 à 1919, succédant à son beau-père Paul-Henri de Lanjuinais, député du Morbihan jusqu'en 1914. Dans les années 1930, il se retire au monastère de la Trappe d'Aiguebelle où il meurt en 1939 sous le nom de Père Emmanuel.
Dans son livre Mon enfance est à tout le monde, René Guy Cadou, qui vit à Sainte-Reine, son lieu de naissance, de 1920 à 1927, évoque cette personnalité. Il raconte notamment la visite du comte un jour qu'il est malade.
En 1943, le domaine de Kerguéhennec revient (par sortie d'indivision) à la fille aînée,  Élisabeth, qui le vend en 1972 au département du Morbihan. Le domaine devient un centre d'art contemporain et de rencontres.
Il est à noter que la famille (sans précision de branche) est citée pour posséder, en 1910, deux hôtels particuliers à Paris (80, avenue Marceau et 37, rue Vernet), aujourd'hui disparus.

## Alliances
Les principales alliances de la famille Espivent de La Villesboisnet sont : d'Humières, Le Viconte de Blangy, de Vassart d'Andernay, de Durand, de Tricornot de Rose (1914), d'Estienne de Saint-Jean de Prunières.

## Armes
| Figure | Blasonnement |
|        | Famille Espivent de La Villesboisnet D'azur, à trois lévriers courants d'argent, colletés de gueules, bouclé et cloué d'or (Thierry de la Prévalayé). En cœur un écusson aux armes d'Espivent de la Villeboisnet qui sont d'azur à une molette d'or, acc. de trois croissants du même. Ce sont des Armes à enquerre Armes des Espivent de Saint-PerranD'azur, à une molette d'or, acc. de trois croissants du même. |

## Pour approfondir